# 日専連ジェミス
株式会社日専連ジェミス（にっせんれんジェミス）は、北海道帯広市に本社を置き、帯広市と札幌市中央区等を事業区域とする、協同組合連合会日本専門店会連盟系の信販会社である。

## 概要
十勝・日高・根釧・北見・紋別・旭川・道央地区の在住者に対して「日専連JCBカード」・「日専連DC・VISAカード」等の発行を行っている。

## 沿革
出典: 
- 1951年（昭和26年）7月 - 商業協同組合帯広専門店会（しょうぎょうきょうどうくみあいおびひろせんもんてんかい）として発足。
- 1982年（昭和57年） - 帯広専門店会が協同組合日専連帯広会（きょうどうくみあいにっせんれんおびひろかい）に改称。
- 1996年（平成8年） - 株式会社ジェミスクレジットを設立（後に株式会社ジェミスに商号変更）。
- 2000年（平成12年） - 組織を変更し、株式会社日専連おびひろ（にっせんれんおびひろ）として株式会社化。
- 2008年（平成20年）12月1日 - 日専連おびひろとジェミスが合併し、株式会社日専連ジェミスに商号変更。
- 2010年（平成22年） 6月1日 - 協同組合日専連静内より事業譲渡を受け、新ひだか支店営業開始[4]。
- 2015年（平成27年） - 旭川営業所開設。
- 2022年（令和4年）11月30日 - 新ひだか支店を閉鎖。
- 2023年（令和5年）2月1日 - 協同組合日専連釧路のクレジットカード事業を継承し[5]、釧路支店と中標津営業所の営業を開始した。
- 2023年（令和5年）12月29日 - この日をもって中標津営業所を閉鎖した[6]。
- 2024年（令和6年）9月1日 - この日から株式会社日専連ニックコンポレーション(本社:北見市)のクレジットカード事業を継承し、北見支店の営業を開始した[7]。

## 事業所
出典: 
- 本社 - 北海道帯広市西2条南8丁目8
- 札幌支店 - 北海道札幌市中央区南1条西8丁目11-4 日専連ジェミスビル3F
- 釧路支店 - 北海道釧路市文苑1丁目2-18
- 北見支店 - 北海道北見市北2条西1丁目16-1
- 旭川営業所 - 北海道旭川市宮下通13丁目1199 SKタイムビル2F

### かつてあった事業所
- 新ひだか支店 - 北海道日高郡新ひだか町静内御幸2丁目1-9（2022年11月30日閉鎖）
- 中標津営業所 - 北海道標津郡中標津町西3条北1丁目5-1（2023年12月29日閉鎖）